# Jun Woong-sun
Jun Woong-sun (ur. 14 czerwca 1986 w Seulu) – południowokoreański tenisista.
Jun Woong-sun zawodowym tenisistą był w latach 2005–2016.
W latach 2004–2008 reprezentował Koreę Południową w Pucharze Davisa. Rozegrał przez ten okres 20 meczów, z których w 12 zwyciężył.
W 2006 roku Jun Woong-sun zdobył dwa medale podczas igrzysk azjatyckich w Dosze. Złoty medal wywalczył w grze drużynowej, a brązowy w grze podwójnej.
W rankingu gry pojedynczej Jun Woong-sun najwyżej był na 230. miejscu (26 maja 2008), a w klasyfikacji gry podwójnej na 253. pozycji (19 marca 2007).